# Danh sách vùng của Nunavut
Lãnh thổ Nunavut của Canada được tách từ Các Lãnh thổ Tây Bắc vào năm 1999 căn cứ Nunavut Land Claims Agreement năm 1993, theo đó được phân làm ba vùng. Mặc dù các vùng này không có chính quyền riêng nhưng chính quyền Nunavut vẫn phân quyền địa phương quản lý một cách cao độ. Các vùng này là đơn vị thống kê dân số của Canada. Vùng Qikiqtaaluk và vùng Kivalliq được Cơ quan thống kê Canada gọi là "vùng Baffin" và "vùng Keewatin".
Có sự lầm tưởng rằng ba vùng của Nunavut là tách nguyên vẹn từ Các Lãnh thổ Tây Bắc ra. Thực tế, khi tách Nunavut khỏi Các Lãnh thổ Tây Bắc thì một vài phần nào đó của các vùng thuộc Các Lãnh thổ Tây Bắc được tách ra để tạo nên Nunavut và ranh giới giữa chúng cũng có sự điều chỉnh nhỏ.
Cách chia địa giới thành quận của Các Lãnh thổ Tây Bắc có từ thời 1876, đến khi Nunavut thành lập thì cách chia này cũng bị hủy. Địa phận Nunavut gồm toàn bộ quận Keewatin cũ (ranh giới khác với vùng Keewatin/Kivalliq ngày nay), phần lớn quận Franklin và một phần nhỏ của quận Mackenzie.
| Vùng (phân chia điều tra dân số)       | Thủ phủ       | Ứng với khu vực cũ của Các Lãnh thổ Tây Bắc | Dân số, 2016 (2011) | Thay đổi dân số (2011–2016) | Diện tích đất                             | Mật độ dân số | Bản đồ |
| -------------------------------------- | ------------- | ------------------------------------------- | ------------------- | --------------------------- | ----------------------------------------- | ------------- | ------ |
| Vùng Kitikmeot ᕿᑎᕐᒥᐅᑦ (Vùng Kitikmeot) | Cambridge Bay | Vùng Kitikmeot, Các Lãnh thổ Tây Bắc        | 6.543 (6.012)       | +8,8%                       | 443.277,47 km2 (171.150,39 dặm vuông Anh) | 0,015/km2     |        |
| Vùng Kivalliq ᑭᕙᓪᓕᖅ (Vùng Keewatin)    | Rankin Inlet  | Vùng Keewatin, Các Lãnh thổ Tây Bắc         | 10.413 (8.955)      | +16,3%                      | 444.621,71 km2 (171.669,40 dặm vuông Anh) | 0,023/km2     |        |
| Vùng Qikiqtaaluk ᕿᑭᖅᑖᓗᒃ (Vùng Baffin)  | Iqaluit       | Vùng Baffin, Các Lãnh thổ Tây Bắc           | 18.988 (16.939)     | +12,1%                      | 989.879,35 km2 (382.194,55 dặm vuông Anh) | 0,019/km2     |        |